# Liga Nacional de Futsal 2017
Die Liga Nacional de Futsal 2017 war die 22. Spielzeit einer brasilianischen Futsalliga, der Liga Nacional de Futsal.

## Modus
Der Wettbewerb wurde in fünf Phasen ausgetragen, einer Vorrunde sowie Achtel-, Viertel-, Halb- und Finalspiele. In der ersten Runde traten alle Klubs einmal im Ligaverfahren aufeinander. Die 16 besten Klubs zogen in das Achtelfinale ein. Ab diesem folgte der Wettbewerb dem K.-o.-System mit Hin- und Rückspiel. Es kam der Klub weiter, welcher die Treffen mit mindestens einem Sieg für sich entscheiden konnte. Gewannen beide Mannschaften ein Spiel oder gingen beide Unentschieden aus, wurde die Entscheidung zunächst in der Verlängerung gesucht. Endete diese ohne Ergebnis kam die Mannschaft eine Runde weiter, welche in der ersten Runde das bessere Ergebnis auswies. Das Heimspielrecht im Hinspiel lag bei dem Klub, welcher in der ersten Runde schlechter platziert war.

## Teilnehmer
- CER Atlântico
- Associação Carlos Barbosa de Futsal
- AD Brasil Futuro
- Associação Concordiense de Futsal
- AAC Copagril
- SC Corinthians
- Foz Cataratas Futsal
- Guarapuava
- ADC Intelli
- AD Jaraguá
- JEC Krona Futsal
- Associação Joaçaba EC
- Marreco Futsal
- Minas Tênis Clube
- Pato Futsal
- AD Futsal Tubaronense
- AE Venâncio Aires

## 1. Runde
| Pl. | Verein                            | Sp. | S | U  | N  | Tore    | Diff. | Punkte |
| --- | --------------------------------- | --- | - | -- | -- | ------- | ----- | ------ |
| 1.  | AD Brasil Futuro                  | 16  | 9 | 4  | 3  | 065:420 | +23   | 31     |
| 2.  | JEC Krona Futsal                  | 16  | 8 | 6  | 2  | 053:420 | +11   | 30     |
| 3.  | Carlos Barbosa                    | 16  | 8 | 4  | 4  | 046:430 | +3    | 28     |
| 4.  | SC Corinthians (M)                | 16  | 7 | 7  | 2  | 037:270 | +10   | 28     |
| 5.  | AD Jaraguá                        | 16  | 7 | 5  | 4  | 040:370 | +3    | 26     |
| 6.  | Pato Futsal                       | 16  | 7 | 3  | 6  | 051:460 | +5    | 24     |
| 7.  | CER Atlântico                     | 16  | 6 | 6  | 4  | 036:360 | ±0    | 24     |
| 8.  | AE Venâncio Aires                 | 16  | 6 | 5  | 5  | 043:420 | +1    | 23     |
| 9.  | AAC Copagril                      | 16  | 6 | 5  | 5  | 036:400 | −4    | 23     |
| 10. | Associação Joaçaba EC             | 16  | 6 | 4  | 6  | 033:350 | −2    | 22     |
| 11. | Foz Cataratas Futsal              | 16  | 6 | 4  | 6  | 034:410 | −7    | 22     |
| 12. | Marreco Futsal                    | 16  | 4 | 10 | 2  | 037:340 | +3    | 22     |
| 13. | ADC Intelli                       | 16  | 5 | 3  | 8  | 044:430 | +1    | 18     |
| 14. | Minas Tênis Clube                 | 16  | 4 | 5  | 7  | 039:460 | −7    | 17     |
| 15. | Associação Concordiense de Futsal | 16  | 3 | 3  | 10 | 029:380 | −9    | 12     |
| 16. | AD Futsal Tubaronense             | 16  | 3 | 3  | 10 | 028:440 | −16   | 12     |
| 17. | Guarapuava                        | 16  | 2 | 1  | 13 | 034:590 | −25   | 07     |

| Zum Saisonende 2016: |                       |
| (M)                  | Meister des Vorjahres |

## Finalrunde

### Turnierplan
|  | Achtelfinale   | Achtelfinale   | Achtelfinale |             |   | Viertelfinale | Viertelfinale | Viertelfinale |  |  | Halbfinale | Halbfinale | Halbfinale |  |  | Finale | Finale | Finale |
|  |                |                |              |             |   |               |               |               |  |  |            |            |            |  |  |        |        |        |
|  | JEC            | 4              | 1            |             |   |               |               |               |  |  |            |            |            |  |  |        |        |        |
|  | Concordiense   | 3              | 1            |             |   |               |               |               |  |  |            |            |            |  |  |        |        |        |
|  | Concordiense   | 3              | 1            | JEC         | 1 | 2             |               |               |  |  |            |            |            |  |  |        |        |        |
|  |                |                |              | JEC         | 1 | 2             |               |               |  |  |            |            |            |  |  |        |        |        |
|  |                | Atlântico      | 1            | 1           |   |               |               |               |  |  |            |            |            |  |  |        |        |        |
|  | Atlântico      | Atlântico      | 1            | 1           | 1 | 4             |               |               |  |  |            |            |            |  |  |        |        |        |
|  | Atlântico      |                |              |             | 1 | 4             |               |               |  |  |            |            |            |  |  |        |        |        |
|  | Joaçaba        | 1              | 1            |             |   |               |               |               |  |  |            |            |            |  |  |        |        |        |
|  | Joaçaba        | 1              | 1            | JEC         | 1 | 6 (2)         |               |               |  |  |            |            |            |  |  |        |        |        |
|  |                |                |              |             |   |               |               |               |  |  |            |            |            |  |  |        |        |        |
|  |                | Foz            | 2            | 0 (1)       |   |               |               |               |  |  |            |            |            |  |  |        |        |        |
|  | Pato           | Foz            | 2            | 0 (1)       | 2 | 1             |               |               |  |  |            |            |            |  |  |        |        |        |
|  | Pato           |                |              |             | 2 | 1             |               |               |  |  |            |            |            |  |  |        |        |        |
|  | Foz            | 5              | 1            |             |   |               |               |               |  |  |            |            |            |  |  |        |        |        |
|  | Foz            | 5              | 1            | Foz         | 1 | 7             |               |               |  |  |            |            |            |  |  |        |        |        |
|  |                |                |              | Foz         | 1 | 7             |               |               |  |  |            |            |            |  |  |        |        |        |
|  |                | Carlos Barbosa | 1            | 4           |   |               |               |               |  |  |            |            |            |  |  |        |        |        |
|  | Carlos Barbosa | Carlos Barbosa | 1            | 4           | 1 | 3 (3)         |               |               |  |  |            |            |            |  |  |        |        |        |
|  | Carlos Barbosa |                |              |             | 1 | 3 (3)         |               |               |  |  |            |            |            |  |  |        |        |        |
|  | Minas          | 3              | 0 (0)        |             |   |               |               |               |  |  |            |            |            |  |  |        |        |        |
|  | Minas          | 3              | 0 (0)        | JEC         | 1 | 2 (1)         |               |               |  |  |            |            |            |  |  |        |        |        |
|  |                |                |              |             |   |               |               |               |  |  |            |            |            |  |  |        |        |        |
|  |                | Venâncio       | 1            | 2 (0)       |   |               |               |               |  |  |            |            |            |  |  |        |        |        |
|  | Corinthians    | Venâncio       | 1            | 2 (0)       | 4 | 4             |               |               |  |  |            |            |            |  |  |        |        |        |
|  | Corinthians    |                |              |             | 4 | 4             |               |               |  |  |            |            |            |  |  |        |        |        |
|  | Intelli        | 2              | 1            |             |   |               |               |               |  |  |            |            |            |  |  |        |        |        |
|  | Intelli        | 2              | 1            | Corinthians | 4 | 4 (0)         |               |               |  |  |            |            |            |  |  |        |        |        |
|  |                |                |              | Corinthians | 4 | 4 (0)         |               |               |  |  |            |            |            |  |  |        |        |        |
|  |                | Marreco        | 6            | 3 (1)       |   |               |               |               |  |  |            |            |            |  |  |        |        |        |
|  | Jaraguá        | Marreco        | 6            | 3 (1)       | 1 | 2             |               |               |  |  |            |            |            |  |  |        |        |        |
|  | Jaraguá        |                |              |             | 1 | 2             |               |               |  |  |            |            |            |  |  |        |        |        |
|  | Marreco        | 3              | 4            |             |   |               |               |               |  |  |            |            |            |  |  |        |        |        |
|  | Marreco        | 3              | 4            | Marreco     | 2 | 2             |               |               |  |  |            |            |            |  |  |        |        |        |
|  |                |                |              |             |   |               |               |               |  |  |            |            |            |  |  |        |        |        |
|  |                | Venâncio       | 2            | 5           |   |               |               |               |  |  |            |            |            |  |  |        |        |        |
|  | Venâncio       | Venâncio       | 2            | 5           | 1 | 1 (0)         |               |               |  |  |            |            |            |  |  |        |        |        |
|  | Venâncio       |                |              |             | 1 | 1 (0)         |               |               |  |  |            |            |            |  |  |        |        |        |
|  | Copagril       | 1              | 1 (0)        |             |   |               |               |               |  |  |            |            |            |  |  |        |        |        |
|  | Copagril       | 1              | 1 (0)        | Venâncio    | 2 | 6             |               |               |  |  |            |            |            |  |  |        |        |        |
|  |                |                |              | Venâncio    | 2 | 6             |               |               |  |  |            |            |            |  |  |        |        |        |
|  |                | Brasil Futuro  | 0            | 5           |   |               |               |               |  |  |            |            |            |  |  |        |        |        |
|  | Brasil Futuro  | Brasil Futuro  | 0            | 5           | 3 | 3             |               |               |  |  |            |            |            |  |  |        |        |        |
|  | Brasil Futuro  |                |              |             | 3 | 3             |               |               |  |  |            |            |            |  |  |        |        |        |
|  | Tubaronense    | 1              | 1            |             |   |               |               |               |  |  |            |            |            |  |  |        |        |        |

### Achtelfinale
| Datum   |                | Ergebnis            |                |
| ------- | -------------- | ------------------- | -------------- |
| 16.9.   | ADC Intelli    | 2:4 (1:2)           | SC Corinthians |
| 29.9.   | SC Corinthians | 4:1 (2:0)           | ADC Intelli    |
| Gesamt: | SC Corinthians | 6:0 Pkt. (8:3 Tore) | ADC Intelli    |

| Datum   |                   | Ergebnis            |                   |
| ------- | ----------------- | ------------------- | ----------------- |
| 16.9.   | AAC Copagril      | 1:1 (0:0)           | AE Venâncio Aires |
| 4.10.   | AE Venâncio Aires | 1:1 (0:0)           | AAC Copagril      |
| 4.10.   | AE Venâncio Aires | 0:0 n. V.           | AAC Copagril      |
| Gesamt: | AE Venâncio Aires | 3:3 Pkt. (2:2 Tore) | AAC Copagril      |

| Datum   |                   | Ergebnis            |                   |
| ------- | ----------------- | ------------------- | ----------------- |
| 16.9.   | Minas Tênis Clube | 3:1 (0:0)           | Carlos Barbosa    |
| 6.10.   | Carlos Barbosa    | 3:0 (0:0)           | Minas Tênis Clube |
| 6.10.   | Carlos Barbosa    | 3:0 n. V.           | Minas Tênis Clube |
| Gesamt: | Carlos Barbosa    | 6:3 Pkt. (7:3 Tore) | Minas Tênis Clube |

| Datum   |                      | Ergebnis            |                      |
| ------- | -------------------- | ------------------- | -------------------- |
| 16.9.   | Foz Cataratas Futsal | 5:2 (0:0)           | Pato Futsal          |
| 30.9.   | Pato Futsal          | 1:2 (2:0)           | Foz Cataratas Futsal |
| Gesamt: | Pato Futsal          | 0:6 Pkt. (3:7 Tore) | Foz Cataratas Futsal |

| Datum   |                       | Ergebnis            |                       |
| ------- | --------------------- | ------------------- | --------------------- |
| 16.9.   | Associação Joaçaba EC | 1:1 (1:0)           | CER Atlântico         |
| 30.9.   | CER Atlântico         | 4:1 (2:1)           | Associação Joaçaba EC |
| Gesamt: | CER Atlântico         | 4:1 Pkt. (5:2 Tore) | Associação Joaçaba EC |

| Datum   |                | Ergebnis            |                |
| ------- | -------------- | ------------------- | -------------- |
| 16.9.   | Marreco Futsal | 3:1 (1:0)           | AD Jaraguá     |
| 6.10.   | AD Jaraguá     | 2:4 (0:0)           | Marreco Futsal |
| Gesamt: | AD Jaraguá     | 0:6 Pkt. (3:7 Tore) | Marreco Futsal |

| Datum   |                       | Ergebnis            |                       |
| ------- | --------------------- | ------------------- | --------------------- |
| 16.9.   | AD Futsal Tubaronense | 3:3 (0:0)           | AD Brasil Futuro      |
| 7.10.   | AD Brasil Futuro      | 2:2 (2:0)           | AD Futsal Tubaronense |
| Gesamt: | AD Brasil Futuro      | 5:2 Pkt. (8:6 Tore) | AD Futsal Tubaronense |

| Datum   |                     | Ergebnis            |                     |
| ------- | ------------------- | ------------------- | ------------------- |
| 18.9.   | Concordiense Futsal | 3:4 (0:0)           | JEC Krona Futsal    |
| 6.10.   | JEC Krona Futsal    | 1:1 (0:0)           | Concordiense Futsal |
| Gesamt: | JEC Krona Futsal    | 4:1 Pkt. (5:4 Tore) | Concordiense Futsal |

### Viertelfinale
| Datum   |                | Ergebnis             |                |
| ------- | -------------- | -------------------- | -------------- |
| 12.10.  | Marreco Futsal | 6:4 (2:2)            | SC Corinthians |
| 28.10.  | SC Corinthians | 4:3 (2:1)            | Marreco Futsal |
| 28.10.  | SC Corinthians | 0:1 n. V.            | Marreco Futsal |
| Gesamt: | SC Corinthians | 3:6 Pkt. (8:10 Tore) | Marreco Futsal |

| Datum   |                  | Ergebnis            |                  |
| ------- | ---------------- | ------------------- | ---------------- |
| 14.10.  | CER Atlântico    | 1:1 (0:0)           | JEC Krona Futsal |
| 29.10.  | JEC Krona Futsal | 2:1 (0:0)           | CER Atlântico    |
| Gesamt: | JEC Krona Futsal | 4:1 Pkt. (3:2 Tore) | CER Atlântico    |

| Datum   |                      | Ergebnis            |                      |
| ------- | -------------------- | ------------------- | -------------------- |
| 14.10.  | Foz Cataratas Futsal | 1:1 (0:0)           | Pato Futsal          |
| 29.10.  | Carlos Barbosa       | 4:7 (1:4)           | Foz Cataratas Futsal |
| Gesamt: | Carlos Barbosa       | 1:4 Pkt. (5:8 Tore) | Foz Cataratas Futsal |

| Datum   |                   | Ergebnis            |                   |
| ------- | ----------------- | ------------------- | ----------------- |
| 26.10.  | AE Venâncio Aires | 2:0 (0:0)           | AD Brasil Futuro  |
| 30.10.  | AD Brasil Futuro  | 5:6 (4:2)           | AE Venâncio Aires |
| Gesamt: | AD Brasil Futuro  | 0:6 Pkt. (5:8 Tore) | AE Venâncio Aires |

### Halbfinale
| Datum   |                      | Ergebnis            |                      |
| ------- | -------------------- | ------------------- | -------------------- |
| 4.11.   | Foz Cataratas Futsal | 2:1 (0:0)           | JEC Krona Futsal     |
| 11.11.  | JEC Krona Futsal     | 6:0 (6:0)           | Foz Cataratas Futsal |
| 11.11.  | JEC Krona Futsal     | 2:1 n. V.           | Foz Cataratas Futsal |
| Gesamt: | JEC Krona Futsal     | 6:3 Pkt. (9:3 Tore) | Foz Cataratas Futsal |

| Datum   |                   | Ergebnis            |                   |
| ------- | ----------------- | ------------------- | ----------------- |
| 4.11.   | Marreco Futsal    | 2:2 (0:0)           | AE Venâncio Aires |
| 12.11.  | AE Venâncio Aires | 5:2 (3:0)           | Marreco Futsal    |
| Gesamt: | AE Venâncio Aires | 4:1 Pkt. (7:4 Tore) | Marreco Futsal    |

### Finale
| Datum   |                   | Ergebnis            |                   |
| ------- | ----------------- | ------------------- | ----------------- |
| 25.11.  | AE Venâncio Aires | 1:1 (0:0)           | JEC Krona Futsal  |
| 3.12.   | JEC Krona Futsal  | 2:2 (0:0)           | AE Venâncio Aires |
| 3.12.   | JEC Krona Futsal  | 1:0 n. V.           | AE Venâncio Aires |
| Gesamt: | JEC Krona Futsal  | 5:2 Pkt. (4:3 Tore) | AE Venâncio Aires |